# منتخب جزر سليمان لكرة القدم للسيدات
منتخب جزر سليمان الوطني لكرة القدم للسيدات (بالإنجليزية: Solomon Islands women's national football team)‏ هو ممثل جزر سليمان الرسمي في المنافسات الدولية في كرة القدم للسيدات، يديريه اتحاد جزر سليمان لكرة القدم.